# 白の吐息
「白の吐息」（しろのといき）は、CHEMISTRYの13枚目のシングル。2004年12月1日発売。

## 解説
｢白の吐息｣はサントリーウイスキー「角瓶」のCMソング。
本楽曲はコンセプト・アルバム、『Hot Chemistry』にfull-lengthバージョンで収録された。
彼等が紅白歌合戦で歌った楽曲の中で唯一の日本語表記曲である。
ジャケットは、CHEMISTRYのシングルで初めて2人が写っていないものとなった。

## 収録曲
作詞：Juve　作曲：為岡そのみ
1. 白の吐息
編曲：村山晋一郎
サントリーウイスキー「角瓶」CMソング
2. 白の吐息 (Silent pf. Ver.)
編曲：島健
3. 白の吐息 (Instrumental)